# Paléolimnologie
La paléolimnologie  est une sous-discipline scientifique étroitement liée à la fois à la limnologie et à la paléoécologie. Les études paléolimnologiques se concentrent sur la reconstruction des environnements passés des eaux intérieures (par exemple, les lacs et les cours d'eau) à l'aide des enregistrements géologiques, notamment en ce qui concerne des événements tels que le changement climatique, l'eutrophisation, l'acidification et les processus internalisés.
Les études paléolimnologiques sont principalement menées à l'aide d'analyses des propriétés physiques, chimiques et minéralogiques des sédiments, ou d'enregistrements biologiques tels que le pollen fossile, les diatomées ou les chironomidés.

## Étymologie
Paléolimnologie vient du grec : παλαιός, palaios, « ancien », λίμνη, limne, « lac » et λόγος, logos, « étude ».

## Histoire

### Ontogénie des lacs
La plupart des premières études paléolimnologiques se sont concentrées sur la productivité biologique des lacs et sur le rôle des processus internes des lacs dans le développement des lacs. Bien qu'Einar Naumann ait émis l'hypothèse que la productivité des lacs devrait progressivement diminuer en raison du lessivage des sols des bassins versants, August Thienemann a suggéré que le processus inverse s'était probablement produit. Les premiers enregistrements de moucherons semblaient soutenir le point de vue de Thienemann.
Hutchinson et Wollack ont suggéré qu'après un stade oligotrophe initial, les lacs atteindraient et maintiendraient un équilibre trophique. Ils ont également souligné les parallèles entre le développement précoce des communautés lacustres et la phase de croissance sigmoïde des communautés animales – ce qui implique que les premiers processus de développement apparents dans les lacs étaient dominés par les effets de la colonisation et accusaient un retard dû au potentiel reproducteur limité des organismes colonisateurs.
Dans un article classique, Raymond Lindeman a décrit une séquence de développement hypothétique, avec des lacs se développant progressivement à travers des stades oligotrophes, mésotrophes et eutrophes, avant de passer à un stade dystrophique et de se remplir complètement de sédiments. Une communauté forestière climacique finirait par s'établir sur le remblai tourbeux de l'ancien bassin du lac. Ces idées ont été développées par Ed Deevey, qui a suggéré que le développement des lacs était dominé par un processus d'eutrophisation morphométrique. À mesure que l’hypolimnion des lacs se remplirait progressivement de sédiments, l’épuisement de l’oxygène favoriserait la libération du phosphore lié au fer dans l’eau sus-jacente. Ce processus de fertilisation interne stimulerait la productivité biologique, accélérant encore le processus de remplissage.
Les idées de Deevey et Lindemann furent largement acceptées. Bien que ces idées soient encore largement partagées par certains limnologues, elles ont été réfutées en 1957 par Daniel A. Livingstone, étudiant de Deevey. Mel Whiteside a également critiqué l'hypothèse de Deevey et Lindemann ; et les paléolimnologues pensent désormais qu'une multitude de facteurs externes sont tout aussi importants, voire plus, en tant que régulateurs du développement et de la productivité des lacs. En effet, les oscillations climatiques de la fin de la période glaciaire (par exemple, le Dryas récent) semblent avoir été accompagnées de changements parallèles de productivité, ce qui montre que le développement des lacs n'est pas un processus unidirectionnel et que le changement climatique peut avoir un effet profond sur les communautés lacustres.

### Eutrophisation anthropique, acidification et changement climatique
L'intérêt pour la paléolimnologie s'est finalement déplacé des questions ésotériques de l'ontogenèse des lacs vers les recherches appliquées sur l'impact humain. Torgny Wiederholm et Bill Warwick, par exemple, ont utilisé des fossiles de chironomidés pour évaluer l'impact de l'augmentation de la charge en nutriments d'origine humaine (eutrophisation anthropique) sur les communautés lacustres. Leurs études ont révélé des changements prononcés dans la faune des fonds marins des lacs nord-américains et européens en raison d'un grave manque d'oxygène.
De 1980 à 1990, les efforts des paléolimnologues se sont principalement concentrés sur la compréhension de l'impact de l'activité humaine (par exemple, les pluies acides) par rapport aux processus naturels (par exemple, le lessivage du sol) en tant que moteurs du changement de pH dans les lacs du nord. La sensibilité au pH des communautés de diatomées a été reconnue dès les années 1930, lorsque Friedrich Hustedt a développé une classification des diatomées, basée sur leurs préférences apparentes en matière de pH. Gunnar Nygaard a ensuite développé une série d'indices de pH pour les diatomées. En calibrant ces indices au pH, Jouko Meriläinen a introduit la première fonction de transfert diatomée-pH. En utilisant des archives fossiles de diatomées et de chrysophytes, des groupes de recherche ont pu démontrer clairement que de nombreux lacs du nord s'étaient rapidement acidifiés en raison de l'industrialisation accrue. Bien que les lacs aient également montré une légère tendance à s'acidifier au début de leur histoire (fin glaciaire), le pH de la plupart des lacs était resté stable pendant plusieurs milliers d'années avant leur récente acidification provoquée par l'homme.
Ces dernières années, les paléolimnologues ont reconnu que le climat est une force dominante dans les processus des écosystèmes aquatiques et ont commencé à utiliser les enregistrements lacustres pour reconstruire les paléoclimats. Des enregistrements détaillés du changement climatique historique ont été développés à partir d'une variété d'indicateurs, y compris, par exemple, des reconstructions de paléotempérature dérivées de fossiles de chironomidés et des enregistrements de paléosalinité déduits de diatomées.
Des études récentes menées dans l'Arctique montrent que les changements dans la biodiversité sont en grande partie dus au réchauffement plutôt qu'à d'autres facteurs associés, tels que l'altération humaine et l'acidification. Dans l’Himalaya, les plans d’eau sont non seulement affectés par les perturbations anthropiques, mais également par les différents types de polluants transférés de loin dans la région. Il est donc essentiel de comprendre tous les facteurs associés agissant sur la biodiversité aquatique, tout en analysant l'impact du changement climatique au fil des années, à l'aide des sédiments lacustres. Il est également important de considérer que l'impact du changement climatique varie en fonction de la sensibilité d'un écosystème au changement, lors de l'évaluation du changement climatique d'un point de vue paléolimnologique.

## Indicateurs paléoclimatiques

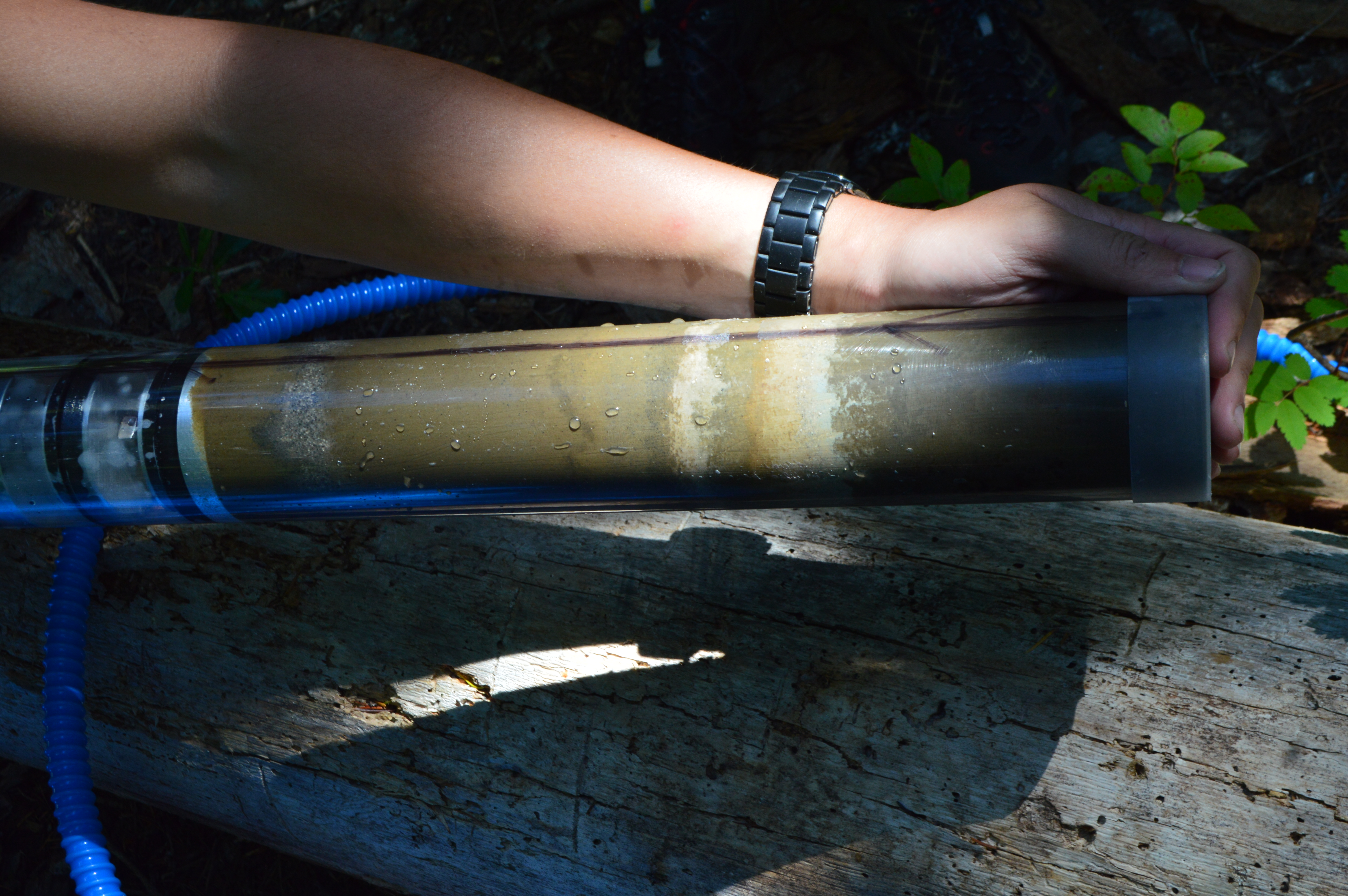
Exemple d'une carotte de sédiments prélevée dans les lacs Forlorn de la forêt nationale de Gifford Pinchot, Washington

La paléoclimatologie (l'étude des climats passés) utilise des données proxy afin de relier les éléments collectés dans des échantillons modernes aux conditions climatiques du passé. En paléolimnologie, les données proxy font référence à des marqueurs physiques préservés ou fossilisés qui servent de substituts aux mesures météorologiques directes.

### Carottes sédimentaires
Les carottes de sédiments sont l'un des principaux outils d'étude de la paléolimnologie en raison du rôle que jouent les sédiments des lacs et des rivières dans la préservation des informations biologiques. Les paléolimnologues collectent des carottes de sédiments et observent divers indicateurs indirects afin de reconstruire la limnologie passée d'une zone. Ces données indirectes comprennent des marqueurs géochimiques et des données isotopiques ainsi que du pollen fossilisé, du charbon de bois, des diatomées, des chironomides et d'autres matières organiques. Ces proxys montrent des distributions et des caractéristiques qui peuvent indiquer des conditions limnologiques passées. Afin de calibrer les données proxy extraites des carottes de sédiments, la nouvelle carotte est comparée à un groupe de celles provenant d'environ 40 lacs d'étalonnage ou plus.[15] Cela permet aux chercheurs d'évaluer les principales différences dans les conditions limnologiques du lac d'où la carotte est prélevée. Les carottes de sédiments lacustres, en particulier, facilitent une analyse plus complète d'une zone en raison de l'accumulation continue de sédiments ainsi que d'autres matières organiques telles que le pollen et le charbon de bois. Les carottes de sédiments peuvent également être datées avec assez de précision, ce qui permet souvent de reconstruire l'histoire des lacs dans un ordre chronologique.

### Enregistrements des pollens
Le pollen et les spores de la végétation terrestre autour d'un lac se trouvent souvent dans des carottes de sédiments et peuvent être analysés en laboratoire pour déterminer la taxonomie des grains de pollen. La répartition de ces grains de pollen peut donner un aperçu de la répartition historique de la végétation autour du lac,. Les enregistrements polliniques dérivés d'évaluations paléolimnologiques permettent également aux chercheurs de suivre la répartition et la densité de différentes classes de végétation sur de longues périodes et de modéliser les écologies successives du paysage environnant. Plusieurs études ont pu évaluer les transitions des profils de végétation en examinant les relations entre différents types d'occupation du sol. Par exemple, une augmentation de la présence de pollen de fougère et de pollen de plantes herbacées coïncidant avec une diminution du pollen des prairies indique souvent une perturbation majeure ou un défrichement important. Une autre tendance qui peut être observée à partir des enregistrements polliniques historiques concerne les taux d'érosion des sols autour du lac, car les taux de pollen arboricole augmentent souvent avec l'érosion des sols en raison de l'augmentation des niveaux de pollen dans les sols de surface,.
Les profils de végétation dérivés de l’analyse pollinique historique sont également considérés comme un outil clé pour évaluer les tendances et les perturbations climatiques historiques. L'analyse pollinique offre un enregistrement historique des profils de végétation sensibles aux changements brusques des conditions climatiques. Par conséquent, les événements climatiques historiques, y compris le changement climatique induit par l’homme, peuvent modifier les profils de végétation relativement rapidement par rapport aux transitions naturelles. Par exemple, la quantité de pollen de peuplier a augmenté de façon spectaculaire au début et à la fin de la période du Dryas récent, servant de marqueur biologique pour cette période. La comparaison des profils de végétation historiques permet également aux chercheurs de comparer les changements successifs de végétation entre deux régions spécifiques et de corréler ces différences avec les climats correspondants de chaque région. Une étude récente menée au lac Shudu dans les montagnes Hengduan du Yunnan, dans le sud-ouest de la Chine, a permis de corréler les changements de température et d'humidité avec le développement de forêts de feuilles d'aiguilles, ainsi que de modéliser les effets anthropiques récents sur la répartition de la végétation dans la région.

### Diatomées
Les assemblages taxonomiques de diatomées reflètent de nombreux aspects de l'environnement thermique, chimique et nutritif d'un lac. Les diatomées sont particulièrement adaptées à la paléolimnologie, en raison de leurs frustules à base de silice, qui sont conservés dans des conditions suffisantes et en quantités suffisantes pour être extraits des carottes de sédiments et identifiés au niveau de l'espèce. Les diatomées ont également été examinées en conjonction avec les statospores des chrysophycées pour estimer les conditions nutritionnelles des lacs tempérés préhistoriques. De telles estimations peuvent être dérivées du fait que la prédominance de l’un ou l’autre groupe d’algues varie en fonction des conditions nutritionnelles de leur environnement limnique. Les diatomées réussissent mieux dans une eau à forte teneur en nutriments, contrairement aux chyrsophytes, qui réussissent mieux dans une eau à faible teneur en nutriments. Certaines espèces de diatomées démontrent également une préférence pour un pH aquatique spécifique, ce qui permet aux chercheurs d'estimer les conditions historiques de pH d'une masse d'eau en analysant les espèces de diatomées dans une carotte de sédiments.[23] Cela rend les échantillons de diatomées bien adaptés pour déterminer l'impact des pluies acides sur une masse d'eau spécifique, car les techniques d'inférence des diatomées sont suffisamment avancées pour estimer des plages numériques relativement petites de niveaux de nutriments et de valeurs de pH, ainsi que les fluctuations de ces mesures sur une certaine période. période paléolimnologique.

### Analyse de la matière organique
Les examens du dépôt et de la composition de la matière organique dans les sédiments des lacs ont souvent été utilisés dans les évaluations paléolimnologiques. Divers facteurs sont pris en compte lors de l'examen de la matière organique déposée, notamment la quantité, l'origine et la variété des isotopes et des biomarqueurs. La diagenèse peut avoir un impact significatif sur ces facteurs, et un examen attentif de cet impact est donc nécessaire pour tirer des conclusions sur les enregistrements de matière organique.

### Quantité
La quantité de matière organique provenant d’une carotte de sédiments peut offrir diverses informations sur les conditions paléolimnologiques d’une masse d’eau. Il sert souvent d'indicateur des niveaux de productivité primaire ainsi que de l'apport de nutriments terrestres, ainsi que de pont entre la paléolimnologie et la géochimie en démontrant la relation entre la géochimie des lacs et les dépôts de matière organique. Par exemple, une étude menée dans l’est de la Chine a révélé que les lacs de haute altitude, plus grands et plus profonds, situés dans des climats plus chauds et plus humides, avaient tendance à présenter des niveaux de dépôt de matière organique plus élevés que les lacs de plaine situés dans des climats plus froids et arides. La même étude a révélé que le seul facteur contrôlant le dépôt de matière organique dans les lacs de plaine était la productivité primaire, alors que le dépôt de matière organique dans les lacs d'altitude était contrôlé par un plus large éventail de facteurs au sein de l'écosystème lacustre, notamment l'apport de nutriments terrestres et l'apport d'eau douce.

### Origine
En déterminant les origines de la matière organique fossilisée, les chercheurs peuvent évaluer le profil de la végétation dans et autour du lac, ainsi qu'acquérir une meilleure compréhension de la densité microbienne dans les sédiments du lac. Une technique clé pour déterminer l’origine de la matière organique déposée consiste à examiner le rapport carbone/azote (C:N). Les plantes aquatiques sont en grande partie non vasculaires, ce qui fait que leur matière organique a un rapport C:N relativement faible par rapport à celui des plantes terrestres vasculaires. Cette disparité est généralement assez grande ; et bien qu'elle soit atténuée par les modifications du rapport C:N au cours de la diagenèse, la disparité originale est encore suffisamment évidente pour permettre aux chercheurs d'évaluer avec précision à partir des rapports C:N l'origine de la matière organique dans le lac. Cela aide les chercheurs à déterminer la densité des algues et les apports de matière organique terrestre au cours de périodes historiques spécifiques. Plusieurs biomarqueurs aident également à déterminer l’origine de la matière organique. L'extraction des lipides, en particulier, est une pratique courante, car elle peut révéler des acides et des alcools caractéristiques des plantes algales, ainsi que des lipides diagnostiques générés dans la cuticule cireuse des plantes terrestres. Les phénols de lignine servent également de biomarqueurs clés, aidant les chercheurs à distinguer la source, le type de plante, le type de tissu et l'âge de la matière organique. La lignine est particulièrement utile pour distinguer les angiospermes des gymnospermes, ainsi qu'entre les types de tissus ligneux et non ligneux, ce qui aide les chercheurs à développer davantage leurs connaissances de la végétation environnante. Il est également important de noter que les biomarqueurs et le rapport C:N peuvent être modifiés par des interactions microbiennes, dont certaines peuvent servir de mesures pour mesurer la densité microbienne, ajoutant ainsi à l'étendue des informations paléolimnologiques pouvant être dérivées de l'examen des substances organiques. important.

### Analyse des isotopes du carbone
Il existe trois voies principales de fixation du carbone pour les plantes qui finissent sous forme de matière organique déposée : les voies C3, C4 et CAM, qui contiennent toutes des déplacements isotopiques du carbone légèrement différents. Ces changements se diversifient davantage lorsque l'on examine les différences dans ces voies entre les plantes terrestres et aquatiques. Cependant, l’impact de la dégradation microbienne et des interactions au sein du réseau trophique diminue l’utilité des isotopes du carbone pour différencier les origines de la matière organique. Néanmoins, la quantité totale d'isotopes du carbone peut révéler les caractéristiques de la biochimie du lac, car les périodes caractérisées par un cycle excessif des nutriments démontrent généralement des charges isotopiques de carbone plus faibles dans la matière organique déposée.[25] De plus, des déplacements plus importants des isotopes du carbone sont parfois observés dans la matière organique déposée pendant les périodes où les conditions sont plus sèches.

### Analyse isotopique de l'azote
L'azote, comme le carbone, présente des déplacements isotopiques caractéristiques, en fonction de la voie de fixation, qui peuvent être utilisés pour évaluer certains indices paléolimnologiques. Cependant, tout comme le carbone, divers facteurs entrent en ligne de compte dans la composition isotopique de l'azote des sédiments lacustres, ce qui rend les évaluations dérivées de cette méthode quelque peu spéculatives. En particulier, les valeurs de δ15N peuvent varier en fonction des niveaux de productivité dans les écosystèmes aquatiques. Une étude qui a reconstitué les conditions du lac Taypi dans la Cordillère Royale, en Bolivie, a révélé que lorsque l'azote servait de nutriment limitant, les niveaux d'algues fixatrices d'azote augmentaient considérablement. Ces groupes d'algues produisent des valeurs de δ15N étroitement alignées sur celles du N2 atmosphérique, ce qui a permis aux chercheurs de tirer des conclusions sur le cycle des nutriments et la productivité dans le lac en examinant les isotopes spécifiques de l'azote de leurs carottes de sédiments. En outre, dans l’examen des tendances historiques de l’eutrophisation, les valeurs de δ15N peuvent être utilisées pour différencier les charges d’azote d’origine humaine des apports naturels, permettant ainsi aux chercheurs de suivre l’impact de l’agriculture sur la base des tendances historiques de l’azote. Les déchets humains et animaux, ainsi que les engrais synthétiques, présentent des déplacements isotopiques diagnostiques qui permettent aux chercheurs de caractériser des apports d'azote spécifiques et de suivre les changements potentiels du flux de nutriments induits par l'homme, à l'aide de mesures de δ15N.

## Les chironomidés

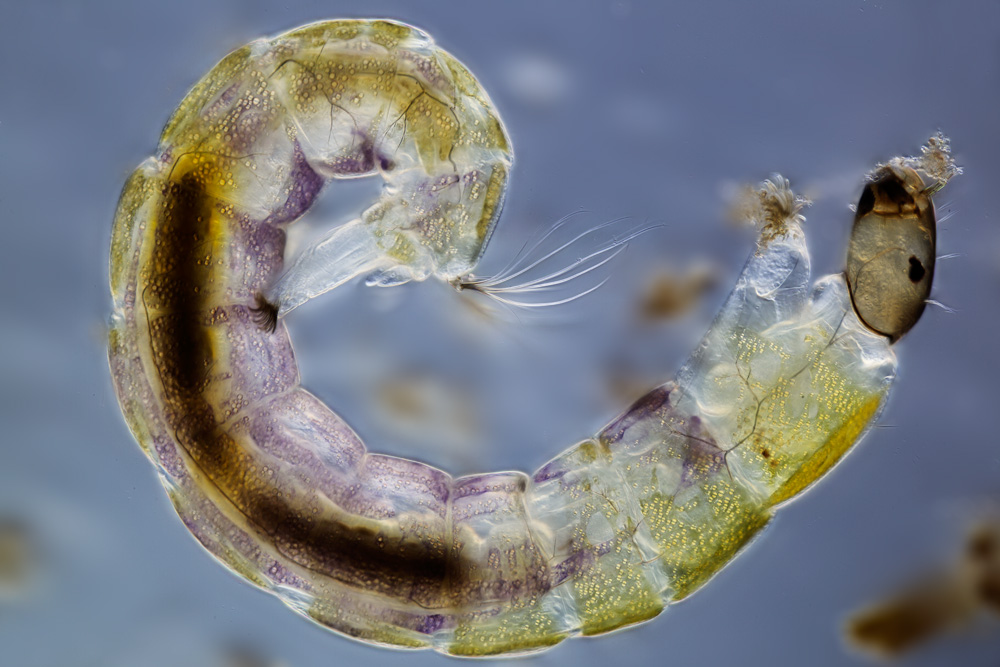
Une larve de chironomidés.

### Les chironomidés comme proxy paléoclimatique
Les dépôts lacustres contiennent une riche diversité d'insectes fossilisés qui remontent au Paléozoïque moyen, et dont l'abondance a encore augmenté au cours de la période Quaternaire. Parmi la diversité des invertébrés aquatiques, différentes familles de larves de mouches aquatiques peuvent être extraites des sédiments de l’ère Quaternaire. Parmi eux, les Chironomidés, mouches à deux ailes appartenant à la famille des Chironomidés, revêtent la plus grande importance écologique en raison de la diversité de leurs habitats alimentaires et de leur rôle en tant que composant important du réseau trophique. Les chironomides terminent leur stade larvaire dans l’eau, leur stade de vie adulte hors de l’eau ne durant que très peu de temps. Au cours de leurs stades larvaires, les Chironomides jouent un rôle important dans la dégradation des matières de l'écosystème aquatique. Sur le plan écologique, ils sont considérés comme des habitants des fonds marins et sont très sensibles à toute fluctuation du milieu environnant. Leur capsule céphalique et leurs structures d'alimentation sont généralement fossilisées dans les sédiments lacustres, ce qui leur permet de servir d'indicateur paléoclimatique précieux.

### Facteurs influençant la répartition et l’abondance des chironomes
L'un des principaux facteurs qui affectent la répartition des chironomes sont les conditions climatiques aux échelles locale, régionale et mondiale. Les changements dans ces conditions sont préservés sous forme d’archives fossiles sur de longues périodes. Grâce à des méthodes paléolimnologiques, notamment l’évaluation des chironomides, ces changements peuvent être extrapolés pour prédire le changement climatique futur. Très sensibles à toute fluctuation du milieu environnant, les chironomides sont de bons indicateurs de divers facteurs, notamment la salinité, la profondeur de l'eau, le débit des cours d'eau, la productivité aquatique, le niveau d'oxygène, l'acidification des lacs, la pollution, la température et la santé globale de l'écosystème. La distribution des chironomides peut être liée aux facteurs utilisant une fonction de transfert pour connecter un groupe particulier d'organismes à une variable environnementale spécifique.
Une variété de facteurs disparates ont influencé les modèles d’abondance et de répartition des chironomes au cours de l’histoire récente. Par conséquent, il est important d’être prudent lorsque l’on fait des interprétations plus larges à partir de leurs archives fossiles. L'impact de la température sur l'abondance et la diversité des chironomes, ainsi que d'autres facteurs associés, a récemment été débattu. Des interprétations précises des archives fossiles de chironomes doivent prendre en compte un large éventail de facteurs associés au sein de l’écosystème. Afin de comprendre les différentes forces qui ont affecté les données fossiles d'un lac, il est important de reconstruire le contenu physique, chimique et nutritif qui façonne réellement les communautés lacustres. Leur répartition et leur abondance sont fortement influencées par la combinaison des perturbations humaines et des changements climatiques, qui influencent tous deux le bassin versant et entraînent des changements dans la végétation, l'hydrologie et les cycles de nutriments. Tout changement au niveau régional, en particulier la température, affecte la qualité de l'eau locale et a finalement un effet spécifique sur l'habitat.

### Chironomides et reconstruction du changement quantitatif du climat de l'Holocène
Les chercheurs évaluant la répartition des chironomes examinent principalement la température, tout en tenant compte de facteurs auxiliaires, tels que le pH, la salinité, le flux de nutriments et la productivité, en particulier à la fin du Pléistocène/Holocène. Depuis de nombreuses années, des recherches sont menées sur la relation entre la température et la distribution des chironomes en raison de l'impact de la température sur l'émergence des chironomes. Les chironomides sont directement et indirectement affectés par la température tout au long de leur cycle de vie, y compris l'émergence des larves, la croissance, l'alimentation et la reproduction. Selon Eggermont et Heiri, l'impact indirect de la température sur différents aspects physiques et chimiques détermine la répartition et l'abondance des chironomidés. Il existe également une relation étroite entre l'abondance, l'émergence et la répartition des chironomes et les températures moyennes de l'eau et de l'air. Selon des recherches menées dans le lac de haute altitude Lej da la Tscheppa, en Suisse, la reconstruction de la température saisonnière peut être réalisée à l'aide de chironomides et de diatomées indépendants. Tout changement dans l'assemblage des chironomidés reflète un changement dans la température et la durée de la couverture de glace de cette masse d'eau en raison du changement climatique. Selon leurs découvertes, les chironomides réagissent principalement aux changements de température estivale, de sorte que les variations saisonnières de température peuvent être déduites des carottes de sédiments.

### Utilisation des chironomides dans les évaluations du changement climatique anthropique
Selon le cinquième rapport du GIEC (2014), la progression du changement climatique induit par l'homme est un facteur clé dans la formation de la biodiversité aquatique. Les macroinvertébrés, en particulier les chironomes, sont considérés comme un indicateur important du changement climatique passé, notamment en ce qui concerne la température. Il existe une forte corrélation entre l'assemblage de chironomes et la température de l'eau, la profondeur du lac, la salinité et les concentrations de nutriments. Par conséquent, l’impact du changement climatique sur les niveaux d’eau des lacs peut être lié à des changements dans la répartition et l’abondance des chironomes. Cette forte corrélation indique les profils d'évaporation et de précipitations du lac dans le passé. Les conditions climatiques passées sont reconstituées sur la base de la paléolimnologie à l'aide de différents enregistrements fossilisés, en particulier des sédiments lacustres qui aident à différencier les changements climatiques régionaux et locaux.